# The Righteous
The Righteous ist ein Horror- und Mystery-Drama von Mark O’Brien, das im August 2021 beim Fantasia International Film Festival seine Premiere feierte und am 10. Juni 2022 in den USA im Stream bei Arrow Video veröffentlicht wurde.

## Handlung
Frederic hat in seiner Vergangenheit eine Sünde begangen und nun quält ihn sein Gewissen. Daher fleht der ehemalige Priester Gott inbrünstig um Vergeltung. Eines Nachts, am Tag, als er und seine Frau Ethel gerade ihre Tochter zu Grabe getragen haben, liegt ein Fremder vor ihrem Haus und bittet um Hilfe. Der junge Mann scheint verletzt, und Frederic lässt sich erweichen. Doch der mysteriöse Fremde lässt Frederic den Zorn Gottes noch viel mehr spüren.
Der junge Mann konfrontiert ihn über Tage hinweg mit seiner Vergangenheit und erwischt ihn des Öfteren bei Lügen über diese. Bis vor zehn Jahren war Frederic Mason Priester, doch er verließ seine Bruderschaft, um die frisch verwitwete Ethel zu heiraten. Gemeinsam zogen sie ein kleines Mädchen namens Joanie groß.
Ethel, die anfänglich nicht möchte, dass sie den jungen Mann bei sich aufnehmen, macht schon bald Frühstück für den Fremden, der den Namen Aaron trägt.

## Produktion

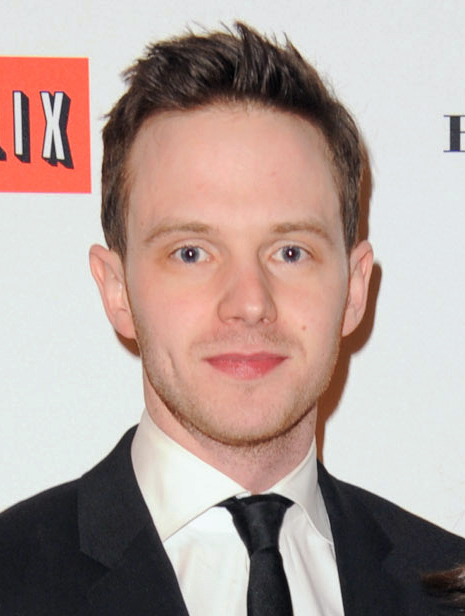
Regisseur Mark O’Brien

Es handelt sich bei The Righteous nach einer Reihe von Kurzfilmen um das Regiedebüt von Mark O’Brien bei einem Spielfilm, der auch das Drehbuch schrieb. Der eigentliche Schauspieler übernahm auch eine der Hauptrollen und spielt Aaron Smith, den mysteriösen Besucher. Die Beziehung, die ein Mensch mit Gott haben kann, habe ihn schon immer fasziniert, da sie sowohl abstrakt als auch völlig intim sei, so O’Brien. In der Figur von Frederic sieht er ein wenig eine Erweiterung von Tomas Ericsson, dem von Zweifeln geplagten Pastor in Licht im Winter von Ingmar Bergman, und Henry Czerny, der in seinem Film Frederic spielt, sehe auch aus wie Gunnar Björnstrand, der diesen Tomas spielte. Einst habe Frederic gegenüber Gott ein Gelübde abgelegt, dieses jedoch gebrochen, und er wollte sich in seinem Film auch damit beschäftigen, wie einige Probleme im Alter aus Dingen hervorgehen, die in der Vergangenheit liegen, manchmal auch ganz kleine Dingen.
Neben O’Brien in der Rolle von Aaron Smith, so der Name des Fremden, und Czerny als sein Gastgeber Frederic Mason, sind Mimi Kuzyk in der Rolle von dessen Ehefrau Ethel und Nigel Bennett als Frederics ehemaliger Priesterkollege Graham zu sehen. Kate Corbett spielt Doris, Mayko Nguyen eine Polizistin.
Gedreht wurde der Film in Neufundland, dem Heimatland des in St. John’s geborenen Regisseurs. Als Kameramann fungierte Scott McClellan. The Righteous wurde in Schwarzweiß gedreht. Für O’Brien war diese Entscheidung naheliegend, da der Film mit dem Unterbewussten spielt und Schwarzweiß sofort mehr Mysterium vermittele, als Farbe.
Die Filmmusik komponierte Andrew Staniland.
Die Weltpremiere erfolgte am 15. August 2021 beim Fantasia International Film Festival. Anfang März 2022 wurde er beim Santa Barbara International Film Festival vorgestellt.
Am 10. Juni 2022 wurde er in den USA im Stream bei Arrow Video veröffentlicht.

## Rezeption

### Kritiken
Von den bei Rotten Tomatoes aufgeführten Kritiken sind 92 % positiv. Die durchschnittliche Wertung liegt bei 7,4/10.
Joe Lipset von bloody-disgusting.com schreibt in seiner Kritik, die über mehrere Tage hinweg geführten Streitgesprächen mit verhärteten Fronten würden durch die Strenge der Schwarzweißaufnahmen visuell noch verstärkt. Diese mutige kreative Entscheidung von Mark O’Brien, die monochrome Farbpalette und die biblischen Untertöne drängten einen Vergleich mit Charles Laughton Film Die Nacht des Jägers von 1955 auf, da auch die Protagonisten in The Righteous in heikle moralische und philosophische Debatten verwickelt seien. Die Rolle des zu plötzlichen Stimmungsschwankungen neigenden Aaron erfordere eine Balance, mal laut und bedrohlich, mal leise und zurückhaltend aufzutreten, und es habe dem Film nicht geschadet, dass der Regisseur selbst diese übernommen hat.

### Auszeichnungen
Canadian Screen Awards 2022

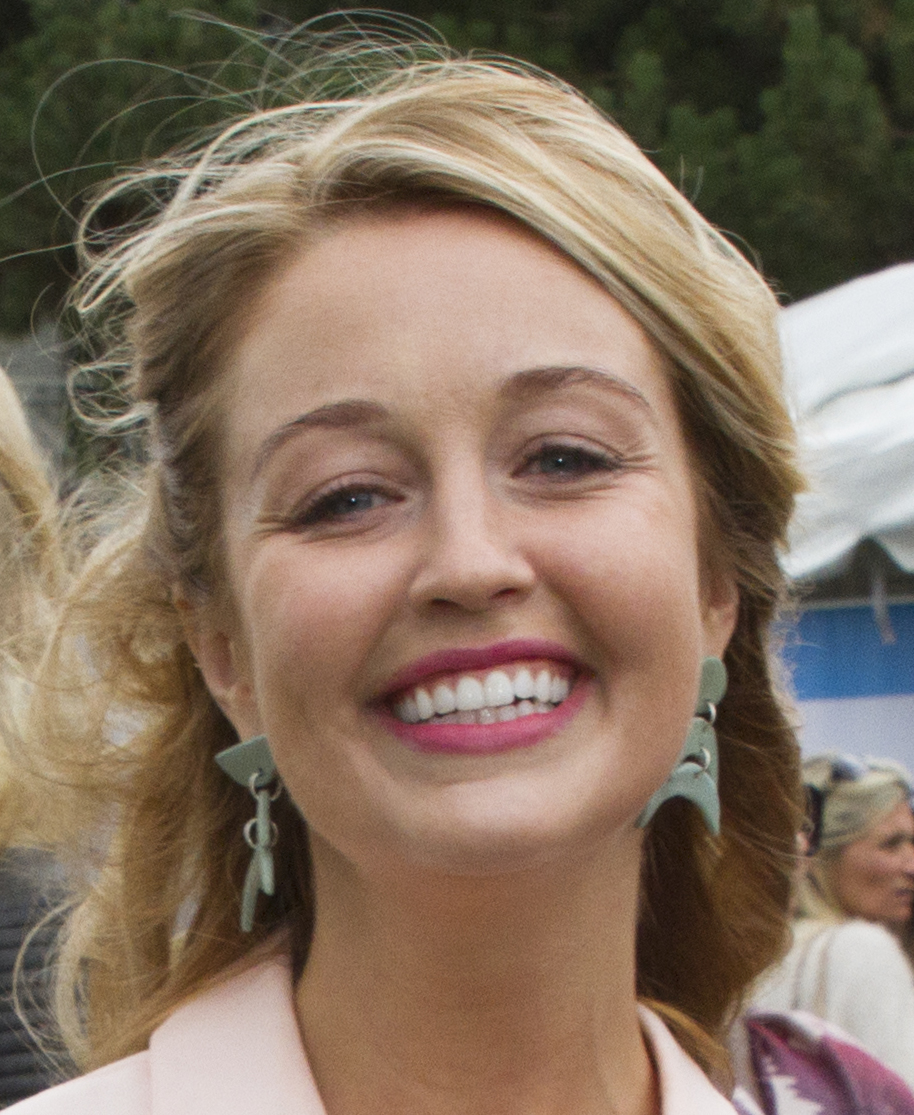
Kate Corbett spielt Doris

- Nominierung als Beste Nebendarstellerin (Kate Corbett)
- Nominierung als Bester Nebendarsteller (Mark O’Brien)
- Nominierung für das Beste Drehbuch (Mark O’Brien)[8]

Fantasia International Film Festival 2021
- Nominierung als Bester Film für das Cheval Noir (Mark O’Brien)
- Auszeichnung für das Beste Drehbuch (Mark O’Brien)
- Auszeichnung als Zweitplatzierter mit dem Publikumspreis der kanadischen Spielfilme[9]